# بيتار يوكيتش
بيتار يوكيتش هو لاعب كرة قدم صربي في مركز حراسة المرمى، ولد في 28 أكتوبر 1985 في زادار في كرواتيا. لعب مع تيموك زاييتشار ونادي ياغودينا.

## وصلات خارجية
- بيتار يوكيتش على موقع قاعدة بيانات كرة القدم.إي يو (الإنجليزية)
- بيتار يوكيتش على موقع Soccerway.com (الإنجليزية)